# کوکر سیتی (کانزاس)
کوکر سیتی (به انگلیسی: Cawker City) شهری در ایالت کانزاس کشور ایالات متحده آمریکا است که جمعیت آن در سرشماری سال ۲۰۱۰ میلادی، ۴۶۹ نفر بوده‌است.